# Каттанео, Данезе
Данезе Каттанео (итал. Danese Cattaneo; 1509—1573) — итальянский поэт и ваятель.
Написал поэму «L’amore di Marfisa». Ему принадлежит могильный памятник дожа Лоредано в церкви Санти-Джованни-э-Паоло в Венеции и алтарь семейства Фрегозо в церкви Санта Анастазия в Вероне.